# Ludwig Schiwy
Ludwig Schiwy (* 16. Mai 1883 in Lucka; † 8. Februar 1956 in Berlin) war ein deutscher Büchsenmacher.

## Geschichte

### Anfänge
Ludwig Schiwy wurde am 16. Mai 1883 in Lucka bei Ortelsburg in der damaligen deutschen Provinz Ostpreußen als Sohn von Karl Schiwy und seiner Frau Karoline Lutz geboren. Seine Bürgerkarte von 1946 gibt seinen Beruf als „Ingenieur“ an, was ein Technologie-Studium an einer Hochschule oder Universität impliziert.
Im Jahr 1921 kaufte er das Unternehmen F.W. Vandrey & Co und verlegte dessen Sitz von Hamburg nach Berlin. Zunächst wurde das Unternehmen als Handelsgesellschaft geführt, die Waffengeschäfte in Berlin und Hamburg betrieb. Die verkauften Schusswaffen wurden größtenteils von Waffenfabriken in Suhl hergestellt und mit dem Warenzeichen der Firma Vandrey versehen. Im Jahr 1925 begann das Unternehmen mit der Herstellung von Jagdwaffen, diesmal jedoch unter Schiwys eigenem Namen. Daher wurden von anderen Herstellern zum Weitervertrieb angekaufte Schusswaffen mit „F.W. Vandrey & Co, Hamburg & Berlin“ markiert, während die vom Unternehmen selbst hergestellten Waffen mit „L. Schiwy, Berlin S.W. 68“ gekennzeichnet waren. „S.W. 68“ steht dabei für den damaligen Postbezirk. Ludwig Schiwy wurde auch zwischen 1933 und 1943 separat von Vandrey in den Berliner Adressbüchern beworben, jedoch teilten sich beide Einträge dieselbe Adresse sowie dieselbe Telefonnummer. Ludwig Schiwys Unternehmen gehörte zu den kleineren Büchsenmachern in Berlin. Er kaufte viele Rohteile zu und setzte sie zu den luxuriösen Waffen zusammen.
Als Mitglied des Jagdclubs Diana hatte Schiwy Zugang zu den höchsten Kreisen der Berliner Gesellschaft, einschließlich führender Politiker und Militärs. Er war auch im Wettkampfschießen aktiv und erzielte mehrere Gold- und Bronzemedaillen bei deutschen Meisterschaften im Ziel- und Tontaubenschießen, wobei er Waffen aus eigener Produktion verwendete. Dank dessen gewannen seine Waffen schnell eine treue Anhängerschaft nicht nur in den Eliten der deutschen Gesellschaft, sondern auch bei einigen der besuchenden Wettkampfschützen. Dies wurde weiter durch Schiwys Teilnahme an der Europameisterschaft im Tontaubenschießen 1929 in Stockholm unterstützt, bei der er mit der deutschen Mannschaft die Silbermedaille errang.
Schiwys Unternehmen zählte die deutsche Elite seiner Zeit zu seinen Kunden. Unter diesen befanden sich auch viele kontroverse Persönlichkeiten. Dies wurde insbesondere nach der Machtübernahme der NSDAP im Jahr 1933 deutlich, da eine Waffe von Schiwy zu einer Art Statussymbol unter den damals einflussreichen Persönlichkeiten in Wirtschafts-, Militär- und insbesondere politischen Kreisen wurde. Schiwy selbst war kein Mitglied der NSDAP.

### Hermann Görings Büchsenmacher
Ende der 1920er Jahre gewann Schiwy seinen prominentesten Kunden in der Person von Hermann Göring. Die erste Schiwy-Waffe, die Göring besaß, war ein Gewehr, das ihm von seinem Schwager, Graf Eric von Rosen, geschenkt wurde, zu einer Zeit, als ein solches Gewehr für ihn unerschwinglich gewesen wäre. Göring verliebte sich schnell in die von Schiwy hergestellten Waffen und wurde zu einem regelmäßigen Kunden.
Ab den späten 1930er Jahren erlangte Göring eine Art Exklusivität in Bezug auf Schiwys Produktion, wobei das Unternehmen maßgeschneiderte Waffen entweder für Göring selbst oder als Geschenke für Görings Freunde und Bekannte herstellte. Zu den Beschenkten gehörten die militärischen und politischen Führer der Zeit sowie einige erfolgreiche Piloten der deutschen Luftwaffe. Es gab auch eine beträchtliche Anzahl von Schiwys Waffen in Schweden, dank der Beziehung zwischen Göring und der Familie von Rosen.
Schiwy belieferte Hermann Göring bis zum Ende des Zweiten Weltkriegs weiterhin mit Waffen. Die letzten Stücke wurden Ende 1944 oder möglicherweise sogar Anfang 1945 gefertigt und geprüft. Diese Waffen waren die letzten, die Schiwy insgesamt herstellte, da das Ende des Zweiten Weltkriegs auch das Ende von Schiwys Tätigkeit als Waffenhersteller bedeutete.

### Produktion
Bei weitem der größte Teil der von Schiwy hergestellten Schusswaffen waren Mauser-98-Repetierbüchsen, die auf Konstruktionen basierten, die zuerst von DWM und später von der Mauser-Werke AG in Oberndorf am Neckar geliefert wurden. Die meisten von ihnen wurden in Standardlänge (also keine Stutzen) in den Kalibern 7 × 64, 7 x 73 vom Hofe und 9,3 × 62 mm sowie als Magnum-Ausführungen in Kalibern wie 8 × 68 S und 9,3 x 73 mm hergestellt. Es ist auch mindestens ein Gewehr bekannt, das Schiwy auf dem seltenen Kurzsystem Typ K im Kaliber 250-3000 Savage gebaut hat. Dieses Gewehr war ein Weihnachtsgeschenk von Göring an Graf Eric von Rosen, seinen Schwager, im Jahr 1935.
Ein weiterer wichtiger Teil von Schiwys Portfolio waren Kipplaufwaffen – Bockdoppelflinten und Drillinge. Diese wurden auf Baskülen gebaut, die von Herstellern in Suhl bezogen wurden. Einige der Baskülen können bekannten Herstellern zugeordnet werden. Die meisten dieser Baskülen wurden von Simson & Co. (später BSW) hergestellt, während andere von Oskar Merkel und auch von J.P. Sauer stammten. Viele andere Baskülen können jedoch nicht sofort einem der bekannten Hersteller zugeordnet werden und könnten nach Schiwys eigenen Zeichnungen gefertigt worden sein.
Es gab auch einige Luger P.04 und P.08 als Karabiner von Schiwy sowie mehrere Jagd- und Sportflinten, möglicherweise einschließlich von Schiwys eigener Sportflinte. Für die Parabellumpistole entwickelte er eine Schusswaffensicherung. Diese wurde 1929 (Nr. 501267) patentiert und von der Polizei verwendet.
Eine weitere Erfindung Schiwys war das sogenannte „Schiwy-Visier“ (Patent 599722 vom 18. November 1932). Es handelt sich um eine Offene Visierung mit einer breiten Kimme mit zusätzlichen Einkerbungen an der Seite. Mit den zusätzlichen Einkerbungen sollte laufendes Wild anvisiert werden um so den Vorhalt besser abschätzen zu können. Das Visier funktionierte in der Theorie besser als in der Praxis und hat sich nicht durchgesetzt.
Schiwy arbeitete auch mit der Firma Halger in Hamburg an einer spezieller Doppelbüchse für Hermann Göring zusammen, die für die Hochgeschwindigkeits-Patrone .280 Halger Magnum ausgelegt war. Diese Doppelbüchse wurde 1938 an das Reichsluftfahrtministerium geliefert. Den verfügbaren Informationen zufolge wurde es nie bezahlt. Das Ausmaß von Schiwys Beteiligung an der Konstruktion ist unbekannt, aber das Gewehr weist die sehr markante Backe nach Schiwys Muster auf.

### Schiwys letzte Jahre
Über die letzten Jahre von Ludwig Schiwy gibt es nur wenige Informationen. Es ist nicht bekannt, ob Schiwy aufgrund seiner Beziehung zu Hermann Göring und damit auch zu anderen Mitgliedern der nationalsozialistischen Führungsschicht irgendwelche Konsequenzen erlitt. Seine materielle Situation war jedoch schwierig. Das Gebäude in der Kochstraße 59, der Sitz seines Unternehmens sowie seine Privatwohnung, wurde in der Schlacht um Berlin zerstört, und er war gezwungen, als Untermieter zu leben.
Seine Geschäftsgrundlage wurde durch den Befehl des Alliierten Kontrollrats schwer getroffen, weil der Besitz von Schusswaffen verboten wurde. Er war gezwungen Luftgewehre und -kugeln in West-Berlin zu verkaufen. Seine Firma, F.W. Vandrey & Co, tauchte im Berliner Adressbuch erst 1952 wieder auf, mit der Adresse Bendlerstraße 11–14, gelistet als Verkäufer von Schusswaffen und Büromaschinen. Dieselbe Adresse wurde auch als seine private Wohnanschrift aufgeführt. Ab der Ausgabe des Adressbuchs von 1955 war das Unternehmen jedoch erneut verschwunden.
Etwa ein Jahr später, am 8. Februar 1956, starb Ludwig Schiwy in Berlin.